# 薩爾達傳說 織夢島 (任天堂Switch)
《薩爾達傳說 織夢島》是Grezzo开发并由任天堂发行的任天堂Switch平台动作冒险游戏，于2019年9月20日发售。
作为1993年Game Boy游戏《薩爾達傳說 織夢島》的完全重製版，視角方面維持原作的俯視，畫面則以黏土風格的3D的形式呈現。本作為繼曠野之息後，推出在任天堂Switch平台上的第二款正統作品遊戲。

## 新增及差異
劇情方面與原版相當，在演出及劇本流程上沒有太大的差異，多為演出效果上的追加演繹，完結零死亡獎勵依舊存在。
在DX版追加的照相屋位置改為新增的迷宮模板創作屋，而原有其他的拍照位置都改為特有的情節劇場。
同時追加收集貝殼屋、各地方的塑像及玩偶收集，亦令釣魚場所擴大可玩性層面，追加魚種類及釣得物品獎勵系統。
追加在玩到一定流程，能夠更換不同顏色的服飾以作轉換能力，亦可保留甚至可以隨時到指定地方更換新獲得的服飾。

### 系統
系統方面對比原版及DX版的Gameboy操作，因為機身比過往更多按鈕，所以能夠自行設定道具使用按鍵形式。
在道具的操作及使用上，不需要像原來的要透過暫停的道具介面更換，隨時可切換道具與武器運用操作。
新增系統方面，以給予玩家自行創作迷宮的迷宮模板創作，讓玩家在官方的素材下創作迷宮，並設自我挑戰記錄。
亦能夠經過線上互動及交流，玩家之間可上傳及下載大家所創作的迷宮，進行挑戰遊玩或取出成新素材部份。
另外新增系統同時包括貝殼收集、塑像及玩偶收集等等，在各地圖地區發掘收集或流程與角色交流或其他遭遇中得到。

## 发布
2019年2月14日的任天堂直面會公佈《薩爾達傳說 織夢島》睽違26年後於任天堂Switch上重製，並預計於同年內發售。2019年6月12日E3遊戲展的任天堂直面會上公開遊戲發售日為同年9月20日。